# Мустела малайська
Мустела малайська (Mustela nudipes) — ссавець, дрібний хижак з родини Мустелові (Mustelidae).

## Етимологія
лат. nudus — «оголений», лат. pēs — «ступня».

## Середовище проживання
Країни поширення: Бруней-Даруссалам, Індонезія (Калімантан, Суматра), Малайзія (півострівна частина, Сабах, Саравак), Таїланд.
У Національному парку індонез. Taman Nasional Kerinci Seblat вид був зареєстрований на висотах 400—800 м, однак висотний діапазон може сягати 1'700 м над рівнем моря. Живе у низинних і гірських лісах. Записи спостереження з міських околиць свідчать про стійкість до людської діяльності. 

## Морфологія
Морфометричні показники наступні: голова і тіло довжиною 300–360 мм, хвіст довжиною 220–260 мм, задні ступні довжиною 49–55 мм, вуха довжиною 23–25 мм, вага 1 кг.
Колір тіла зазвичай від оранжевого до золотисто-коричневого, але іноді більш сірувато-коричневого кольору. Базальна половина хвоста ж кольору, що й спина, але дистальна половина, як правило, вся білі, але іноді лише кінець хвоста. Голова біла до завушин. Хвіст пухнастий. Підошви оголені навколо подушечок. Має дві пари молочних залоз.

## Стиль життя
В основному наземний. Мабуть активний і вдень, і вночі. Спить у отворах в землі. Поживою є дрібні тварини. 

## Відтворення
Був зареєстрований приплід з чотирьох дитинчат.